# Ciąża bez alkoholu

Ciąża bez alkoholu − ogólnopolska kampania społeczna mająca na celu zmniejszenie liczby kobiet pijących alkohol w ciąży. Kampania trwała od września do grudnia 2007 roku.  Akcji patronował ówczesny minister zdrowia − Zbigniew Religa. 

## Toksyczność alkoholu
Nawet w niewielkich ilościach alkohol jest niebezpieczny dla płodu. Kobiety, które piją alkohol podczas ciąży narażają płód na ryzyko wystąpienia płodowego zespołu alkoholowego oraz licznych wad wrodzonych.

## Instytucje zaangażowane w akcję
Partnerami tej akcji byli między innymi: Instytut Matki i Dziecka, Centrum Zdrowia Dziecka.   Patronem medialnym była między innymi Agora, radio RMF FM, Multikino. O akcji informowały również media katolickie - np. Niedziela, zaś sami organizatorzy starali się włączyć do akcji Kościół katolicki:

Duszpasterze opiekujący się wiernymi mają na nich ogromny wpływ. Gdy zdobędą rzetelną i fachową wiedzę na temat skutków spożywania alkoholu w czasie ciąży, mogą wytłumaczyć parafiankom skalę zagrożeń, a w razie potrzeby skierować je do kompetentnych specjalistów.